# Coupe d'Italie de rugby à XV 2018-2019
Navigation
Trofeo Eccellenza 2017-2018 Coppa Italia 2019-2020
La Coupe d'Italie de rugby à XV 2018-2019 oppose les équipes italiennes du Championnat d'Italie de rugby à XV, moins celles qui participent aux qualifications de l'European Rugby Challenge Cup 2018-2019. Cette compétition a été remodelée par la Fédération italienne de rugby à XV pour permettre aux clubs ne disputant pas l'European Rugby Challenge Cup de rester en activité. Ce mini-championnat est composé de deux groupes de quatre équipes dont les vainqueurs s'opposent lors d'une finale.

## Participants
| Groupe A - Mogliano Rugby - Amatori Rugby San Donà - Valsugana Rugby - Verona Rugby | Groupe B - Firenze Rugby - Lazio Rugby 1927 - Valorugby Emilia - Rugby Viadana |  |

## Groupe A

### Classement
| Rang | Club         | J | V | N | D | Bo | Bd | Pm  | Pe  | Diff | Pts |
| ---- | ------------ | - | - | - | - | -- | -- | --- | --- | ---- | --- |
| 1    | Valsugana    | 6 | 4 | 0 | 2 | 2  | 0  | 137 | 130 | +7   | 18  |
| 2    | Vérone       | 6 | 3 | 1 | 2 | 2  | 1  | 156 | 115 | +41  | 17  |
| 3    | Mogliano SSD | 6 | 3 | 0 | 3 | 2  | 0  | 135 | 153 | -18  | 14  |
| 4    | San Donà     | 6 | 1 | 1 | 4 | 1  | 2  | 102 | 132 | -30  | 9   |

|  | Qualifié pour la finale (no 1) |

### Détails des matchs
| 13 octobre 2018 | Valsugana Rugby | 34 - 14 | Amatori Rugby San Donà |  |
| 13 octobre 2018 |                 |         |                        |  |
| 13 octobre 2018 |                 |         |                        |  |

| 13 octobre 2018 | Verona Rugby | 48 - 7 | Mogliano Rugby |  |
| 13 octobre 2018 |              |        |                |  |
| 13 octobre 2018 |              |        |                |  |

| 20 octobre 2018 | Amatori Rugby San Donà | 17 - 17 | Verona Rugby |  |
| 20 octobre 2018 |                        |         |              |  |
| 20 octobre 2018 |                        |         |              |  |

| 20 octobre 2018 | Mogliano Rugby | 12 - 21 | Valsugana Rugby |  |
| 20 octobre 2018 |                |         |                 |  |
| 20 octobre 2018 |                |         |                 |  |

| 9 décembre 2018 | Amatori Rugby San Donà | 27 - 19 | Mogliano Rugby |  |
| 9 décembre 2018 |                        |         |                |  |
| 9 décembre 2018 |                        |         |                |  |

| 9 décembre 2018 | Verona Rugby | 28 - 12 | Valsugana Rugby |  |
| 9 décembre 2018 |              |         |                 |  |
| 9 décembre 2018 |              |         |                 |  |

| 15 décembre 2018 | Valsugana Rugby | 31 - 12 | Verona Rugby |  |
| 15 décembre 2018 |                 |         |              |  |
| 15 décembre 2018 |                 |         |              |  |

| 15 décembre 2018 | Mogliano Rugby | 19 - 10 | Amatori Rugby San Donà |  |
| 15 décembre 2018 |                |         |                        |  |
| 15 décembre 2018 |                |         |                        |  |

| 12 janvier 2019 | Amatori Rugby San Donà | 15 - 20 | Valsugana Rugby |  |
| 12 janvier 2019 |                        |         |                 |  |
| 12 janvier 2019 |                        |         |                 |  |

| 12 janvier 2019 | Mogliano Rugby | 29 - 28 | Verona Rugby |  |
| 12 janvier 2019 |                |         |              |  |
| 12 janvier 2019 |                |         |              |  |

| 19 janvier 2019 | Verona Rugby | 23 - 19 | Amatori Rugby San Donà |  |
| 19 janvier 2019 |              |         |                        |  |
| 19 janvier 2019 |              |         |                        |  |

| 19 janvier 2019 | Valsugana Rugby | 19 - 49 | Mogliano Rugby |  |
| 19 janvier 2019 |                 |         |                |  |
| 19 janvier 2019 |                 |         |                |  |

## Groupe B

### Classement
| Rang | Club          | J | V | N | D | Bo | Bd | Pm  | Pe  | Diff | Pts |
| ---- | ------------- | - | - | - | - | -- | -- | --- | --- | ---- | --- |
| 1    | Reggio        | 6 | 5 | 0 | 1 | 2  | 1  | 167 | 88  | +79  | 23  |
| 2    | Firenze Rugby | 6 | 3 | 1 | 2 | 1  | 2  | 135 | 94  | +41  | 17  |
| 3    | Rugby Viadana | 6 | 3 | 1 | 2 | 2  | 1  | 147 | 113 | +34  | 17  |
| 4    | SS Lazio      | 6 | 0 | 0 | 6 | 0  | 1  | 78  | 232 | -154 | 1   |

|  | Qualifié pour la finale (no 1) |

### Détails des matchs
| 13 octobre 2018 | Lazio Rugby 1927 | 18 - 19 | Reggio Emilia |  |
| 13 octobre 2018 |                  |         |               |  |
| 13 octobre 2018 |                  |         |               |  |

| 13 octobre 2018 | Rugby Viadana | 22 - 17 | Firenze Rugby |  |
| 13 octobre 2018 |               |         |               |  |
| 13 octobre 2018 |               |         |               |  |

| 20 octobre 2018 | Firenze Rugby | 38 - 7 | Lazio Rugby 1927 |  |
| 20 octobre 2018 |               |        |                  |  |
| 20 octobre 2018 |               |        |                  |  |

| 21 octobre 2018 | Reggio Emilia | 19 - 7 | Rugby Viadana |  |
| 21 octobre 2018 |               |        |               |  |
| 21 octobre 2018 |               |        |               |  |

| 8 décembre 2018 | Lazio Rugby 1927 | 19 - 33 | Rugby Viadana |  |
| 8 décembre 2018 |                  |         |               |  |
| 8 décembre 2018 |                  |         |               |  |

| 8 décembre 2018 | Firenze Rugby | 19 - 13 | Reggio Emilia |  |
| 8 décembre 2018 |               |         |               |  |
| 8 décembre 2018 |               |         |               |  |

| 16 décembre 2018 | Reggio Emilia | 21 - 18 | Firenze Rugby |  |
| 16 décembre 2018 |               |         |               |  |
| 16 décembre 2018 |               |         |               |  |

| 16 décembre 2018 | Rugby Viadana | 47 - 15 | Lazio Rugby 1927 |  |
| 16 décembre 2018 |               |         |                  |  |
| 16 décembre 2018 |               |         |                  |  |

| 12 janvier 2019 | Reggio Emilia | 71 - 7 | Lazio Rugby 1927 |  |
| 12 janvier 2019 |               |        |                  |  |
| 12 janvier 2019 |               |        |                  |  |

| 12 janvier 2019 | Firenze Rugby | 19 - 19 | Rugby Viadana |  |
| 12 janvier 2019 |               |         |               |  |
| 12 janvier 2019 |               |         |               |  |

| 19 janvier 2019 | Lazio Rugby 1927 | 12 - 24 | Firenze Rugby |  |
| 19 janvier 2019 |                  |         |               |  |
| 19 janvier 2019 |                  |         |               |  |

| 19 janvier 2019 | Rugby Viadana | 19 - 24 | Reggio Emilia |  |
| 19 janvier 2019 |               |         |               |  |
| 19 janvier 2019 |               |         |               |  |

## Finale
| 30 mars 2019 | Reggio Emilia | 32 - 10 | Valsugana Rugby | Stadio Sergio Lanfranchi, Parme Arbitre : M. F. Boraso |
| 30 mars 2019 |               |         |                 | Stadio Sergio Lanfranchi, Parme Arbitre : M. F. Boraso |
| 30 mars 2019 |               |         |                 | Stadio Sergio Lanfranchi, Parme Arbitre : M. F. Boraso |